# Балотешть (комуна)
Балотешть, Балотешті (рум. Balotești) — комуна у повіті Ілфов в Румунії. До складу комуни входять такі села (дані про населення за 2002 рік):
- Балотешть (5273 особи) — адміністративний центр комуни
- Думбревень (304 особи)
- Сефтіка (1149 осіб)

Комуна розташована на відстані 20 км на північ від Бухареста, 121 км на південь від Брашова.

## Населення
За даними перепису населення 2002 року у комуні проживали 6726 осіб.
Національний склад населення комуни:
| Національність            | Кількість осіб | Відсоток |
| ------------------------- | -------------- | -------- |
| румуни                    | 6443           | 95,8%    |
| цигани                    | 243            | 3,6%     |
| угорці                    | 9              | 0,1%     |
| росіяни-липовани          | 4              | 0,1%     |
| німці                     | 3              | < 0,1%   |
| італійці                  | 3              | < 0,1%   |
| турки                     | 2              | < 0,1%   |
| греки                     | 1              | < 0,1%   |
| не вказали національність | 1              | < 0,1%   |

Рідною мовою назвали:
| Мова                  | Кількість осіб | Відсоток |
| --------------------- | -------------- | -------- |
| румунська             | 6554           | 97,4%    |
| циганська             | 139            | 2,1%     |
| угорська              | 6              | 0,1%     |
| російська             | 4              | 0,1%     |
| італійська            | 3              | < 0,1%   |
| німецька              | 2              | < 0,1%   |
| турецька              | 2              | < 0,1%   |
| грецька               | 2              | < 0,1%   |
| не вказали рідну мову | 1              | < 0,1%   |

Склад населення комуни за віросповіданням:
| Релігія                                       | Кількість осіб | Відсоток |
| --------------------------------------------- | -------------- | -------- |
| православні                                   | 6599           | 98,1%    |
| римо-католики                                 | 40             | 0,6%     |
| бретрени                                      | 34             | 0,5%     |
| мусульмани                                    | 18             | 0,3%     |
| п'ятдесятники                                 | 8              | 0,1%     |
| греко-католики                                | 5              | 0,1%     |
| старообрядці                                  | 5              | 0,1%     |
| адвентисти                                    | 4              | 0,1%     |
| реформати                                     | 3              | < 0,1%   |
| баптисти                                      | 3              | < 0,1%   |
| лютерани                                      | 2              | < 0,1%   |
| лютерани (Синодально-пресвітеріанська церква) | 1              | < 0,1%   |
| не вказали релігію                            | 1              | < 0,1%   |